# Ledropsis wakabae
Ledropsis wakabae är en insektsart som beskrevs av Kato 1931. Ledropsis wakabae ingår i släktet Ledropsis och familjen dvärgstritar. Inga underarter finns listade i Catalogue of Life.